# 29-й арсенал РВСП (РФ)
29-й арсенал Ракетних військ стратегічного призначення (рос. 29-й арсенал Ракетных войск стратегического назначения, 29-й арсенал РВСН) — формування (арсенал, військова частина) Ракетних військ стратегічного призначення (РВСП) Росії, що дислокується у селищі Балезіно-3 в Удмуртії.
Умовне найменування — військова частина № 25850.

## Історія
Згідно з рішенням керівництва СРСР в 1953 році недалеко від станції Пібаньшур (1 213 кілометр на Транссибірській залізниці) була виділена ділянка місцевості для будівництва військової частини. Через рік на виділеній ділянці землі почалося будівництво робітничого селища, що очолював полковник Раковський. Ще через 2 роки були введені в експлуатацію об'єкти першої черги будівництва селища й частини. В середині 1956 було створено перший підрозділ — технічна батарея. З цього моменту починається формуватися частина, якій спочатку привласнили умовний № 14000. Її першим командиром призначено генерал-майора Шаркова Борис Миколайовича. До 1958 року в частині були створені виробничі підрозділи й тилові служби.
17 грудня 1959 року у ЗС СРСР були створені РВСП, після чого частина отримала новий умовний номер — 25850, й стала виконувати завдання по забезпеченню діяльності нового виду збройних сил. Незабаром Міністр оборони СРСР затвердив День частини — 25 листопада 1956 року.
У 1995 році частина була занесена в «Книгу військової доблесті й слави РВСП». 29-й арсенал протягом тривалого часу утримує лідуючі позиції в діяльності по виконанню завдань за призначенням. Серед споріднених частин РВСП за результатами перевірки комісією командувача військами вважається однією з кращих.
З грудня 2009 відбулось переведення на нову оптимізовану організаційно-штатну структуру. Для оптимізації витрат, частину питань життєзабезпечення перекладено на цивільних підрядників

## Начальники
- генерал-майор Б. Н. Шарков (1955—1957)
- полковник Микола Володимирович Чернов,
- полковник Василь Семенович Лисенков,
- полковник Василь Олексійович Атрошенко,
- полковник Рафаїл Миколайович Кузнєцов,
- полковник Валерій Петрович Желєзняков[7].
- полковник В.Я.Глушко[4].